# Поткула
Поткула је насеље у општини Даниловград у Црној Гори. Према попису из 2003. било је 285 становника (према попису из 1991. било је 284 становника).

## Демографија
У насељу Поткула живи 197 пунолетних становника, а просечна старост становништва износи 34,5 година (32,6 код мушкараца и 36,5 код жена). У насељу има 82 домаћинства, а просечан број чланова по домаћинству је 3,48.
Ово насеље је углавном насељено Црногорцима (према попису из 2003. године), а у последња три пописа, примећен је пораст у броју становника.
|  |

| Демографија | Демографија | Демографија |
| Година      | Становника  | Становника  |
| ----------- | ----------- | ----------- |
|             |             |             |
|             |             |             |
|             |             |             |
|             |             |             |
| 1948.       | 206         |             |
| 1953.       | 222         |             |
| 1961.       | 220         |             |
| 1971.       | 208         |             |
| 1981.       | 233         |             |
| 1991.       | 284         | 282         |
| 2003.       | 285         | 285         |
|             |             |             |

| Етнички састав према попису из 2003.‍ | Етнички састав према попису из 2003.‍ | Етнички састав према попису из 2003.‍ | Етнички састав према попису из 2003.‍ | Етнички састав према попису из 2003.‍ |
| ------------------------------------ | ------------------------------------ | ------------------------------------ | ------------------------------------ | ------------------------------------ |
|                                      |                                      |                                      |                                      |                                      |
| Црногорци                            | Црногорци                            |                                      | 205                                  | 71,92%                               |
| Срби                                 | Срби                                 |                                      | 76                                   | 26,66%                               |
| Хрвати                               | Хрвати                               |                                      | 2                                    | 0,70%                                |
| непознато                            | непознато                            |                                      | 1                                    | 0,35%                                |

| Година пописа     | 1948. | 1953. | 1961. | 1971. | 1981. | 1991. | 2003. |
| ----------------- | ----- | ----- | ----- | ----- | ----- | ----- | ----- |
| Број домаћинстава | 45    | 55    | 50    | 51    | 55    | 78    | 82    |

| Број чланова      | 1  | 2  | 3  | 4  | 5  | 6  | 7 | 8 | 9 | 10 и више | Просек |
| ----------------- | -- | -- | -- | -- | -- | -- | - | - | - | --------- | ------ |
| Број домаћинстава | 82 | 19 | 11 | 11 | 17 | 10 | 9 | 3 | 1 | 0         | 1      |

| Пол    | Укупно | Неожењен/Неудата | Ожењен/Удата | Удовац/Удовица | Разведен/Разведена | Непознато |
| ------ | ------ | ---------------- | ------------ | -------------- | ------------------ | --------- |
| Мушки  | 106    | 25               | 63           | 4              | 0                  | 14        |
| Женски | 106    | 13               | 58           | 19             | 1                  | 15        |
| УКУПНО | 212    | 38               | 121          | 23             | 1                  | 29        |

| Пол    | Укупно                    | Пољопривреда, лов и шумарство | Рибарство                            | Вађење руде и камена | Прерађивачка индустрија       |
| ------ | ------------------------- | ----------------------------- | ------------------------------------ | -------------------- | ----------------------------- |
| Мушки  | 48                        | 6                             | 0                                    | 3                    | 10                            |
| Женски | 22                        | 6                             | 0                                    | 0                    | 4                             |
| УКУПНО | 70                        | 12                            | 0                                    | 3                    | 14                            |
| Пол    | Производња и снабдевање   | Грађевинарство                | Трговина                             | Хотели и ресторани   | Саобраћај, складиштење и везе |
| Мушки  | 1                         | 3                             | 2                                    | 0                    | 4                             |
| Женски | 1                         | 0                             | 4                                    | 0                    | 0                             |
| УКУПНО | 2                         | 3                             | 6                                    | 0                    | 4                             |
| Пол    | Финансијско посредовање   | Некретнине                    | Државна управа и одбрана             | Образовање           | Здравствени и социјални рад   |
| Мушки  | 0                         | 0                             | 11                                   | 2                    | 0                             |
| Женски | 0                         | 0                             | 2                                    | 1                    | 3                             |
| УКУПНО | 0                         | 0                             | 13                                   | 3                    | 3                             |
| Пол    | Остале услужне активности | Приватна домаћинства          | Екстериторијалне организације и тела | Непознато            | Непознато                     |
| Мушки  | 2                         | 0                             | 0                                    | 4                    | 4                             |
| Женски | 0                         | 0                             | 0                                    | 1                    | 1                             |
| УКУПНО | 2                         | 0                             | 0                                    | 5                    | 5                             |